# Eric Larson
Pour les articles homonymes, voir Larson.
Ne doit pas être confondu avec Erik Larsen.
Eric Cleon Larson est un dessinateur et animateur américain, né le 3 septembre 1905 et mort le 25 octobre 1988. Il était membre de l'équipe des Neuf Sages de Disney (Nine Old Men) des studios Disney.

## Biographie
Eric Larson est né le 3 septembre 1905 à Cleveland dans l'Utah. Après des universitaires de journalisme, il parcourt les États-Unis pour différents magazines en tant que freelance. En 1933, il obtient un poste de détaché permanent à Los Angeles pour réaliser une émission radiophonique nommée The Trail of the Viking pour KHJ Radio. La même année il se présente sur les conseils d'un couple d'amis dessinateurs aux studios Disney. Il est engagé directement en tant qu'assistant dessinateur en 1933.
Pendant les années suivantes, Eric participe à des films tels que Blanche-Neige et les Sept Nains (1937), Fantasia (1940), Bambi (1942), Cendrillon (1950), Alice au pays des merveilles (1951), Peter Pan (1953), La Belle et le Clochard (1955), Le Livre de la Jungle (1967) et La Belle au bois dormant (film, 1959) (1959).
Pour Les 101 Dalmatiens (1961), il est nommé réalisateur mais par la suite il ne sera plus jamais réalisateur pour Disney et sera assigné à des postes d'animateur personnage ou simple animateur. Il participa aussi à plus de 20 courts métrages et 5 émissions spéciales de télévisions. Il occupa aussi un poste de consultant.
On peut citer parmi les œuvres auxquelles il a participé son travail sur : 
- Peg dans La Belle et le Clochard
- les vautours dans Le Livre de la Jungle
- le vol au-dessus de Londres vers le pays imaginaire dans Peter Pan
- Brer Rabbit, Brer Fox et Brer Bear dans Mélodie du Sud)

En 1973, il est désigné pour diriger un vaste programme de recherche et de formation de nouveaux animateurs de talents pour les besoins du studio. Ce programme qui se poursuit encore de nos jours a été lancé à une période cruciale de l'activité de Disney, à un moment où la plupart des anciens animateurs partaient à la retraite après souvent plus de quarante ans de carrière. À partir de la fin des années 1970, il recrute de nombreuses grandes figures actuelles de l'animation dont :
Brad Bird, Don Bluth, Tim Burton, Randy Cartwright, Ron Clements, Andreas Deja, Gary Goldman, Dan Haskett, Glen Keane, John Lasseter, John Musker, Richard Rich, John Pomeroy, Joe Ranft, Jerry Rees, Henry Selick et Tad Stones
Eric Larsen a pu prendre sa retraite en 1986. Dans une interview de l'époque, il déclare : « Il n'est pas important de savoir combien de temps on a travaillé ici mais combien on a pu offrir des moments de joie et qu'est-ce qu'on a tous pu accomplir. Si je pense à ma contribution aux longs métrages d'animation, que beaucoup de gens trouvent si sympathiques, alors je ressens un sentiment de bien-être. »
Il est décédé le 25 octobre 1988 à La Cañada Flintridge en Californie. Il fut nommé Disney Legend l'année suivante à titre posthume.

## Courts métrages

### Longs métrages
- 1937 : Blanche-Neige et les Sept Nains
- 1940 : Pinocchio
- 1940 : Fantasia
- 1942 : Bambi
- 1944 : Les Trois Caballeros
- 1946 : Mélodie du Sud
- 1948 : Mélodie Cocktail
- 1949 : Danny, le petit mouton noir
- 1950 : Cendrillon
- 1951 : Alice au pays des merveilles
- 1953 : Peter Pan
- 1955 : La Belle et le Clochard
- 1959 : La Belle au bois dormant
- 1961 : Les 101 Dalmatiens
- 1963 : Merlin l'Enchanteur
- 1964 : Mary Poppins
- 1967 : Le Livre de la Jungle
- 1970 : Les Aristochats
- 1971 : L'Apprentie sorcière
- 1973 : Robin des Bois
- 1977 : Les Aventures de Winnie l'ourson
- 1977 : Les Aventures de Bernard et Bianca
- 1985 : Taram et le Chaudron magique
- 1986 : Basil, détective privé
- 1983 : Le Noël de Mickey

## Récompenses et nominations
En 1989, il est nommé Disney Legend aux côtés des autres Nine Old Men.